# Won Jun-ho
Won Jun-ho (kor.: 원준호, ur. 22 kwietnia 1986 w Seulu) – południowokoreański szablista, brązowy medalista mistrzostw świata.
Podczas mistrzostw świata w Budapeszcie w 2013 roku Koreańczycy w składzie: Gu Bon-gil, Kim Jung-hwan, Oh Eun-seok i Won Jun-ho zdobyli drużynowo brązowy medal. W rywalizacji indywidualnej zajął tam 46. miejsce. 
Nigdy nie wziął udziału w igrzyskach olimpijskich.